# NGC 6505

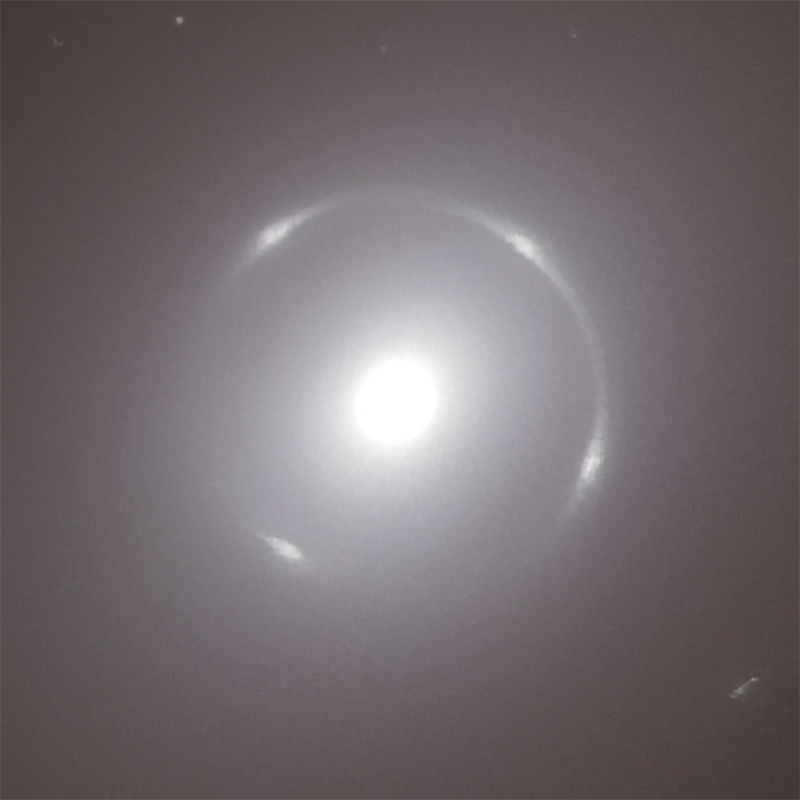
Einsteinring rond NGC 6505

NGC 6505 is een elliptisch sterrenstelsel in het sterrenbeeld Draak. Het hemelobject werd op 27 juni 1884 ontdekt door de Amerikaanse astronoom Lewis A. Swift.
In 2025 werd met behulp van de ruimtetelescoop Euclid een Einsteinring rond NGC 6505 gevonden. veroorzaakt door een sterrenstelsel met een roodverschuiving van 0,405 achter NGC 6505. Deze Einsteinring kreeg de benaming Altieri's lens, naar de ontdekker ervan, Bruno Altieri.
Vanaf de Aarde gezien bevindt NGC 6505 zich op iets minder dan anderhalve graad ten zuidwesten van de Noordelijke Ecliptische Pool .

## Synoniemen
- UGC 11026,
- MCG 11-22-7
- ZWG 322.18
- NPM1G +65.0159
- GC 60995